# Meta Torvalds
Elin Margareta (Meta) Torvalds, född Gyllenberg 14 januari 1922 i Korsholm, död 10 februari 2012 i Åbo, var en finlandssvensk journalist och Finlands första kvinnliga chefredaktör. Därutöver gjorde Torvalds stora insatser för Åbos kulturliv.
Torvalds arbetade som redaktör på Österbottningen 1946–48 och verkade från 1948 vid Åbo Underrättelser, där hon var chefredaktör 1971–1977 och andra redaktör 1977–1985. Hon erhöll Finlands svenska publicistpris 1975, Kyrkans informationspris 1983 och Åbolands kulturpris 1985 och blev hedersdoktor vid Åbo Akademis humanistiska fakultet 2002. Hon var gift med Ole Torvalds från 1948 och fick två döttrar med honom.